# Arnoliseus
Arnoliseus es un género de arañas araneomorfas de la familia Salticidae. Se encuentra en Brasil.   

## Lista de especies
Según The World Spider Catalog 12.5::
- Arnoliseus calcarifer (Simon, 1902)
- Arnoliseus graciosa Braul & Lise, 2002